# ۶۴۷ (خورشیدی)
۶۴۷ ششصد و چهل و هفتمین سال هجری خورشیدی است.